# 南矢三町
南矢三町（みなみやそちょう）は、徳島県徳島市の町名。加茂地区に属している。南矢三町一丁目から南矢三町三丁目まで存在する。郵便番号は〒770-0005。2009年12月現在の人口は3,842人、世帯数は1,685世帯。

## 地理
徳島市及び市街地の北部に位置。市街地でもあるが耕地が残る。東から西へ一丁目から三丁目と続く。
西境から南境を田宮川が流れており、田宮川沿いにJR徳島線が通る。北境を東西に徳島県道30号徳島鴨島線（通称：田宮街道）が通り、商業地域を形成している。

### 河川
- 田宮川

## 歴史
元は矢三町・田宮町の各一部で、1968年（昭和43年）に現在の町名となった。

## 交通

### 道路
都道府県道
- 徳島県道30号徳島鴨島線

### バス
徳島バス
- 矢三東
- 科学技術高校前
- 矢三西

## 施設

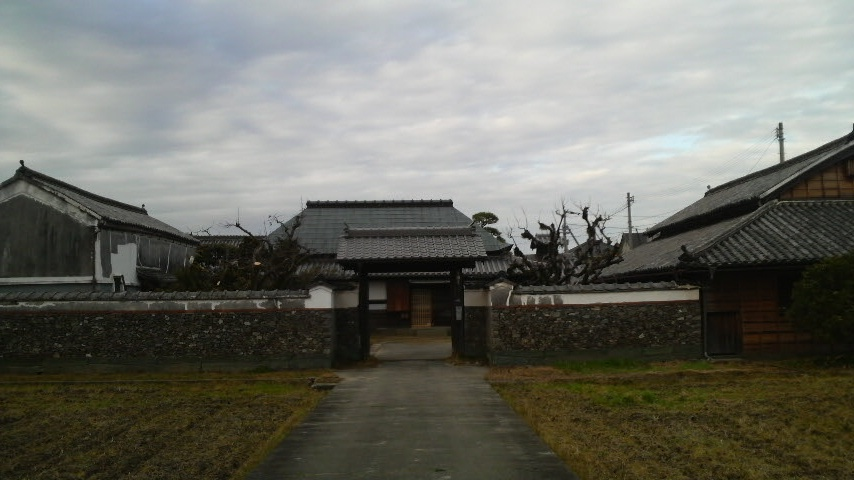
高橋家住宅

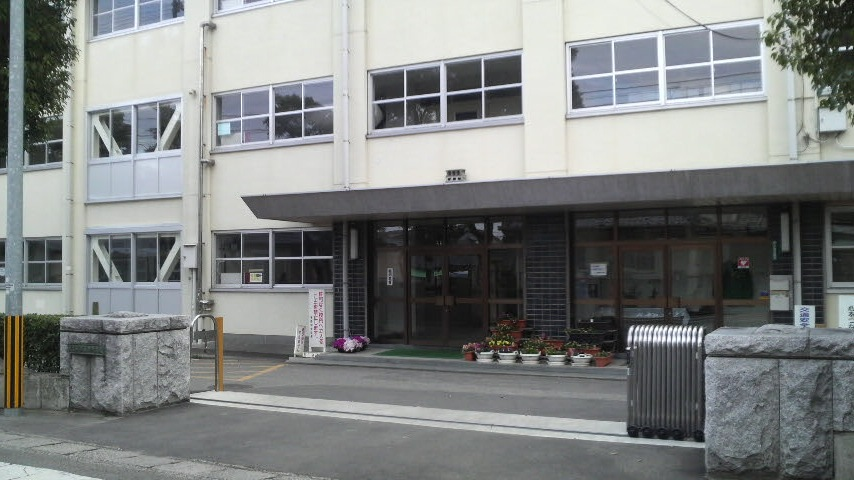
市立城西中学校

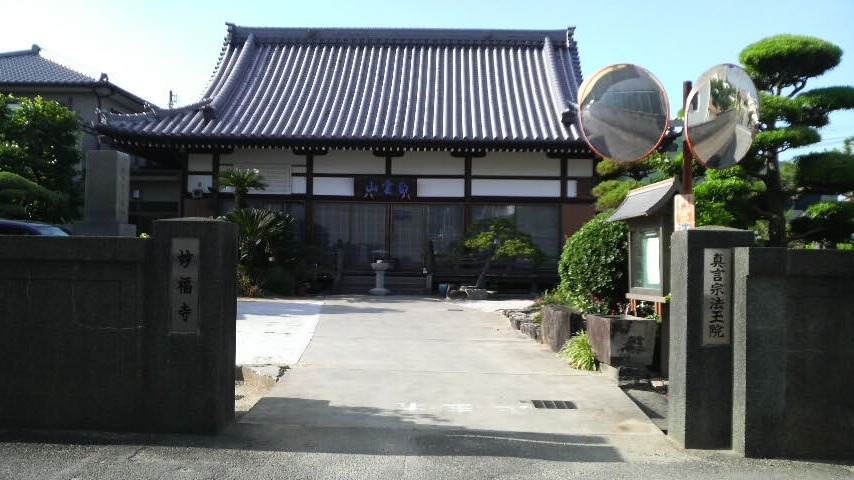
妙福寺
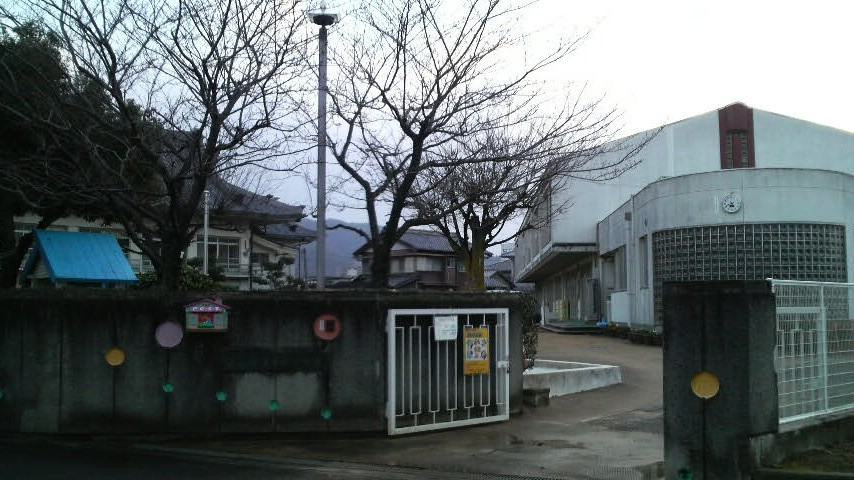
市立千松幼稚園

公共施設
- 徳島県立障害者交流プラザ

史跡・名所
- 高橋家住宅（国の登録有形文化財）
- 妙福寺（阿波秩父観音霊場三十番札所）

教育
- 徳島市立城西中学校
- 徳島市立千松幼稚園

企業
- 阿波製紙
- 西精工
- 広東（徳島ラーメン店）

- 妙福寺
- 市立千松幼稚園

### かつて存在した施設
- 徳島文化女子短期大学
- 徳島県美容学校（2010年に佐古二番町へ移転）